# سیارک ۱۶۲۵۰
سیارک ۱۶۲۵۰ (به انگلیسی: 16250 Delbo، نامگذاری:2000HP26) شانزده هزار و دویست و پنجاهمین سیارک کشف شده‌است که در ۲۶ آوریل ۲۰۰۰ کشف شد.
قدر مطلق سیارک برابر ۱۲.۳ است.